# Lado Fumic
Lado Fumic (Kirchheim unter Teck, 20 de mayo de 1976) es un deportista alemán que compitió en ciclismo de montaña en la disciplina de campo a través. Su hermano Manuel también es un ciclista de montaña.
Ganó cuatro medallas en el Campeonato Europeo de Ciclismo de Montaña entre los años 2001 y 2004.

## Medallero internacional
| Campeonato Europeo | Campeonato Europeo     | Campeonato Europeo | Campeonato Europeo |
| Año                | Lugar                  | Medalla            | Competición        |
| ------------------ | ---------------------- | ------------------ | ------------------ |
| 2001               | St. Wendel ( Alemania) | Medalla de bronce  | Campo a través     |
| 2002               | Zúrich ( Suiza)        | Medalla de plata   | Campo a través     |
| 2003               | Graz ( Austria)        | Medalla de bronce  | Campo a través     |
| 2004               | Wałbrzych ( Polonia)   | Medalla de plata   | Campo a través     |